# Phthorima compressa
Phthorima compressa là một loài tò vò trong họ Ichneumonidae.